# Jean-Baptiste de La Curne de Sainte-Palaye
Jean-Baptiste de La Curne de Sainte-Palaye (n. 6 iunie 1697, Auxerre, Bourgogne, Franța – d. 1 martie 1781, Paris, Regatul Franței) a fost un istoric, filolog și lexicograf francez.

## Biografie

### Copilărie și școlarizare
El provine dintr-o familie veche: tatăl său a fost gentilom al ducelui de Orléans, apoi colector al Depozitului de sare din Auxerre.
El avea un frate geamăn, Edmond (decedat în 1779), față de care era foarte atașat - până în punctul de a refuza să se căsătorească. Ei nu s-au despărțit niciodată: au împărțit aceeași locuință, aceleași obiceiuri, aceleași cercuri de prieteni și aceleași distracții.
Având o sănătate delicată, La Curne de Sainte-Palaye nu a început studiile clasice decât la vârsta de cincisprezece ani, dar s-a dedicat cu atât de multă ardoare și succes cercetărilor erudite încât, începând cu anul 1724, a devenit membru al Académie des inscriptions et belles-lettres, după ce a lucrat asupra cronicarilor Evului Mediu și originilor cavaleriei.

### Misiune la Stanislas Leszczynski (1725-1726)
În 1725, este trimis împreună cu cavalerul de Vauchoux la Stanisław Leszczyński, regele Poloniei în exil, care locuiește din 1719 la Wissembourg, după ce a fost decisă căsătoria lui Ludovic al XV-lea cu Maria Leszczyńska; este responsabil de corespondența dintre Curtea Franței și prinț. Apoi îl însoțește pe Stanislas la noua sa reședință din Chambord, după care se întoarce la Paris pentru a-și continua lucrările.
Cu toate acestea, va păstra legături privilegiate cu Stanislas, oferindu-i consultanță, în special la fondarea Societății Regale din Nancy în 1752.

### Savantul
În primul rând, redactează un memoriu despre două pasaje din Titus Livius și Dionis din Halicarnas (1727). Apoi își îndreaptă cercetările către originile naționale. În acest scop, se întoarce în 1749 în Italia (a făcut o primă călătorie acolo în 1739), aduce patru mii de piese inedite sau puțin cunoscute, învață singur limba provensală și formează cu materialele sale imense o colecție de 23 de volume in-folio. Se interesează, de asemenea, de diverse depozite literare din Franța. În final, reunește peste 4.000 de note de manuscrise și copii ale celor mai prețioase documente.
Lectura cronicilor și romanelor medievale îl conduce la conceperea unei vaste întreprinderi: explicarea uneia dintre cele mai remarcabile instituții ale Evului Mediu, cavaleria; compunerea unui dicționar al antichităților franceze și, în final, compilarea unui glosar complet al variațiilor limbii franceze.

### Lucrări principale
La primul său volum despre cavalerie, unde anecdota prevalează asupra erudiției așa cum o înțelegem astăzi, adaugă o istorie a trubadurilor publicată separat. Cât despre ultima parte a Mémoires sur l'ancienne chevalerie, apărută târziu (1781), aceasta conține interesante Mémoires historiques sur la chasse, unde se găsesc numeroase documente despre istoria vânătorii în Franța, precum și o analiză detaliată a cărții lui Gace de La Bigne, Des Déduits de la chasse (p. 389-419).
Dictionnaire des antiquités françaises este cea mai importantă lucrare a sa: 40 de volume in-folio. Această colecție se află la Biblioteca Națională a Franței, iar dimensiunile sale nu permit publicarea ei, cu atât mai mult cu cât aceasta este partea cea mai veche a operei sale.
În 1756, publică Projet pour son Dictionnaire historique de l’ancien langage françois; dar Georges-Jean Mouchet va fi cel care va redacta această lucrare enormă, din care există două manuscrise la Biblioteca Națională, unul în 31 de volume, celălalt în 61 de volume. Doar primul volum va fi publicat, puțin înainte de 1791.

### Distincții
Mémoires sur l'ancienne chevalerie îi deschide porțile Academiei Franceze în 1758; face, de asemenea, parte din academiile din Dijon și Nancy și este corespondent al Accademia della Crusca.
Publicațiile apărute în timpul vieții sale nu fac dreptate unui asemenea muncitor. Acest lucru a permis ca munca sa să fie jefuită:
„ Sainte-Palaye, dont la science était immense, a laissé avec beaucoup de fatras des richesses que ses successeurs ont pillées et mises à profit sans songer à lui reporter l'honneur de ses découvertes ”— Pélissier 
Rolul său de precursor începe în sfârșit să fie recunoscut de mediul universitar, începând cu cel din străinătate.